# قائمة زملاء الجمعية الملكية المنتخبين في 1771
هذه الصفحة تعرض قائمة زملاء الجمعية الملكية المُنتخبين لعام 1771.

## الزملاء
- جون فرير
- Robert Erskine (inventor) [الإنجليزية]‏
- جون بارادايس
- جورج ووكر [الإنجليزية]‏
- Constantine Phipps, 2nd Baron Mulgrave [الإنجليزية]‏
- John Glen King [الإنجليزية]‏
- Sir Philip Stephens, 1st Baronet [الإنجليزية]‏
- Sir William Duncan, 1st Baronet [الإنجليزية]‏
- Peter von Biron [الإنجليزية]‏
- Alexander Dalrymple [الإنجليزية]‏
- Thomas Tyrwhitt [الإنجليزية]‏
- John Wynn Baker [الإنجليزية]‏
- Paul Henry Maty [الإنجليزية]‏
- Marmaduke Tunstall [الإنجليزية]‏
- Francis Maseres [الإنجليزية]‏
- Marcin Odlanicki Poczobutt [الإنجليزية]‏
- Benjamin Way [الإنجليزية]‏
- صموئيل هوارد [الإنجليزية]‏